# Sången om den gamle sjömannen
Sången om den gamle sjömannen (The Rime of the Ancient Mariner) är en dikt skriven 1797 av den engelske poeten Samuel Taylor Coleridge, måhända hans mest kända verk. Dikten gavs ut 1798 och ingick i poseisamlingen Lyrical Ballads. Det är en koncentrerad återgiven berättelse i sju delar om en gammal sjöman, som berättar hur han under en resa på Stilla havet ådragit sig en skuld gentemot naturen genom att skjuta en albatross.
Musikgruppen Iron Maiden släppte 1984 albumet Powerslave där en av låtarna heter just "Rime of the Ancient Mariner". Två av diktens verser finns med direkt avskrivna i låten.